# NGC 5750
NGC 5750 је спирална галаксија у сазвежђу Девица која се налази на NGC листи објеката дубоког неба.
Деклинација објекта је - 0° 13' 24" а ректасцензија 14h 46m 10,9s. Привидна величина (магнитуда) објекта NGC 5750 износи 11,6 а фотографска магнитуда 12,5. Налази се на удаљености од 31,8000 милиона парсека од Сунца. NGC 5750 је још познат и под ознакама UGC 9512, MCG 0-38-6, CGCG 20-13, IRAS 14436+0000, PGC 52735.